# ستيوارت ماكيني
ستيوارت ماكيني هو ضابط وسياسي أمريكي، ولد في 30 يناير 1931 في بيتسبرغ في الولايات المتحدة، وتوفي في 7 مايو 1987 في واشنطن العاصمة في الولايات المتحدة بسبب ذات الرئة. نشط حزبياً في الحزب الجمهوري. وقد انتخب عضو مجلس نواب كونيتيكت ‏ وانتخب عضو مجلس النواب الأمريكي ‏.